# Jean-Pierre Deteix
Jean-Pierre Deteix, né le 28 juillet 1943 à Chamalières, et mort, tué le 4 juin 2016 à Nouméa, est une personnalité politique calédonienne très impliqué dans l'indépendance de l'archipel notamment aux côtés de Jean-Marie Tjibaou. 

## Biographie
Après des études de lettres et de philosophie suivies en métropole, Jean-Pierre Deteix arrive en Nouvelle-Calédonie en 1969. Membre très actif de l'Union calédonienne (FLNKS), il est nommé en 1984 secrétaire général du gouvernement provisoire de Kanaky, présidé par Jean-Marie Tjibaou.
Depuis les accords de Matignon en 1988, il était investi dans le fonctionnement de l'agence de développement de la culture kanak ainsi que dans celui du centre culturel Tjibaou tout en militant au sein du parti socialiste de Nouvelle-Calédonie.

## Circonstance du décès
Il est assassiné le 4 juin 2016 sur la plage de Nouville : il meurt sous les coups de son assassin.
Le premier ministre Manuel Valls se dit « très attristé et choqué par le meurtre de Jean-Pierre Deteix » ; le président de l'assemblée nationale Claude Bartolone réagit également.